# Bisfenol AP
Bisfenol AP (afgekort tot BPAP) is een organische verbinding met als brutoformule C20H18O2. Bisfenol AP heeft een anti-oestrogene werking en kan leiden tot verstoring van de homeostase van bloedsuiker.

## Synthese
Bisfenol AP kan bereid worden door reactie van fenol met acetofenon, onder invloed van een zure katalysator. De reactie zelf verloopt middels een elektrofiele aromatische substitutie.

## Toepassingen
Bisfenol AP wordt gebruikt bij de productie van polycarbonaten en diverse kunststoffen, waaronder harsen.